# Polenšak
Polenšak este o localitate din comuna Dornava, Slovenia, cu o populație de 177 de locuitori.